# Norodom Kantol
Norodom Kantol (en jemer: អ្នកអង្គម្ចាស់ នរោត្តម កន្តុល; n. Nom Pen, 15 de septiembre de 1920 - d. Ou Reang Ov, 1976) fue un noble y político camboyano, que fungió como Primer ministro de Camboya entre 1962 y 1966, siendo el único Primer ministro del Primer reinado de Norodom Sihanouk en completar un mandato constitucional entero. Llegó al poder tras las elecciones de 1962 y se retiró tras las de 1966, en las que un movimiento derechista interno dentro de su partido, el Sangkum, lo depuso y nombró a Lon Nol en su lugar. Durante su mandato, intentó renunciar dos veces, en marzo de 1963 y el 24 de diciembre de 1964, pero su renuncia no fue aceptada por el parlamento. Tras cuatro años en el poder, en octubre de 1966, finalmente se retiró del cargo.
Fue apresado el 18 de marzo de 1970 luego del primer derrocamiento de Sihanouk por parte de Lon Nol y la instauración de la República Jemer. Fue liberado en 1975 luego de que los Jemeres Rojos ganaran la guerra civil camboyana y reinstalaran a Sihanouk como jefe de Estado. A mediados de 1976, luego de que Sihanouk fuera expulsado por segunda vez del poder, Kantol desapareció, siendo presumiblemente asesinado por el gobierno de la Kampuchea Democrática en la purga resultante.

## Premios
- Receptor Honorario de la Suprema Orden de la Corona Nacional (1964)[2]